# Einar W. Juva

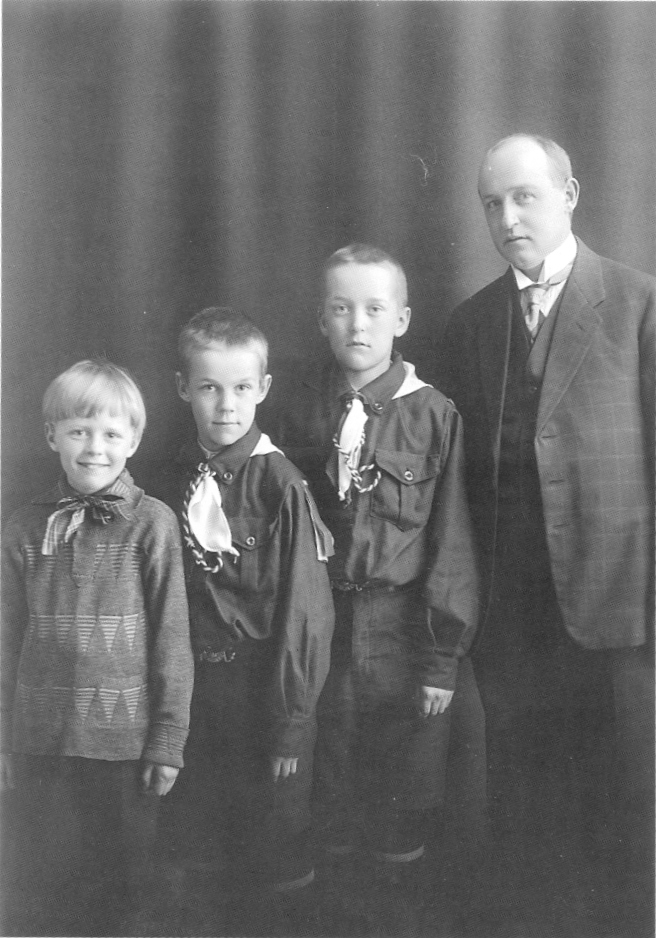
Einar W. Juva med sina söner Klaus (t.v.), Mikko och Juhani år 1929.

Einar Wilhelm Juva (fram till 1935 Juvelius), född 7 januari 1892 i Brahestad, död 6 september 1966 i Åbo, var en finländsk Historiker. 1920-55 var Juva professor vid Åbo universitet och mellan 1934 och 1945 var han även rektor där. 
Einar W. Juva räknas till de ledande namnen bland finsknationella historiker. Han skildrade främst Finlands militära och geopolitiska ställning i svenska riket på 1700-talet. Han skrev även ett översiktsverk i 10 delar om Finlands historia: Suomen kansan aikakirjat (1927–38), där han populariserade historieforskningens rön. Verket var menat som en finsk motsvarighet till Carl Grimbergs Svenska folkets underbara öden. Han skrev även biografier om politikerna Per Edvin Svinhufvud och Rudolf Walden.
Tillsammans med sin son Mikko Juva skrev han verket Suomen kansan historia (5 band, 1964–1967).